# Horvátjárfalu
Horvátjárfalu (szlovákul: Jarovce, németül: Kroatisch-Jahrndorf, horvátul: Hrvatski Jandrof) Pozsony városrésze Szlovákiában, a Pozsonyi kerületben, a Pozsonyi V. járásban.

## Fekvése
Pozsony központjától 6 km-re délre, a Duna jobb partján fekszik. Ma Pozsony része.

## Története
A falu területe már a római korban lakott volt, hiszen szomszédságában, a mai Oroszvár helyén feküdt Gerulata katonai határőrtelepülés, a római limes egyik fontos láncszeme.
Eredeti neve „Bán” volt, ami a magyar Bán személynévből való. A települést 1208-ban, mai nevén pedig 1424-ben „Jerendorf” alakban említik először. Ez az első falu az 1409-1410 években pusztító pestisjárványnak és a Hunyadi Mátyás és III. Frigyes német-római császár közötti harcoknak esett áldozatul.
A mai település csak a 16. század első felében keletkezett, amikor délről a török elől menekülő horvát családok telepedtek itt le. A községet kezdetben „Horvátfalu”-nak hívták. A szomszédságában keletkezett a németek lakta Németjárfalu, mely a köpcsényi uradalom része lett és így később Ausztriához került.
A 18. század végén Vályi András így ír róla: „JÁNDORF. Horvát Jándorff. Horvát falu Mosony Várm. földes Ura H. Eszterházy Uraság, lakosai katolikusok, kik német nyelven is beszélnek, fekszik Köptsényhez 1, és Oroszvárhoz 1/4, Posonyhoz pedig 1 1/2 órányira, sík, és egyenes, de egyszer’smind agyagos, határja három nyomásbéli, leg inkább rozsot, árpát, zabot, és búzát silányabban terem, az erdő fogyatkozását fűzfa neveléssel pótolyák, legelőjök elégtelen, réttyeik térségéhez szabattak, szőllejek nints, piatzok Posonyban, és Nizsideren.”
A 18. században német és magyar lakosság telepedett le a községben, de még a 20. század elején is 80%-ban horvát lakossága volt.
Fényes Elek 1851-ben kiadott geográfiai szótárában így ír a városról: „Horváth-Járndorf, horvát f., Mosony vmegyében, a pozsonyi országutban, 514 kath. lak. s paroch. szentegyházzal. Erdeje kicsiny. 66 6/ másodrendü telke után, 49 telkesgazda bir 881 3/ hold második, 656 2/ hold harmadik, 404 2/ hold negyedik osztálybeli szántóföldet; 75 embervágó másod, 295 4/ harmadrendü rétet. Lakosai főkép lovakat tartanak s a szekerezést erősen üzik, ugy a méhtenyésztést 20 kasban. F. u. h. Eszterházy. Ut. p. Köpcsény.”

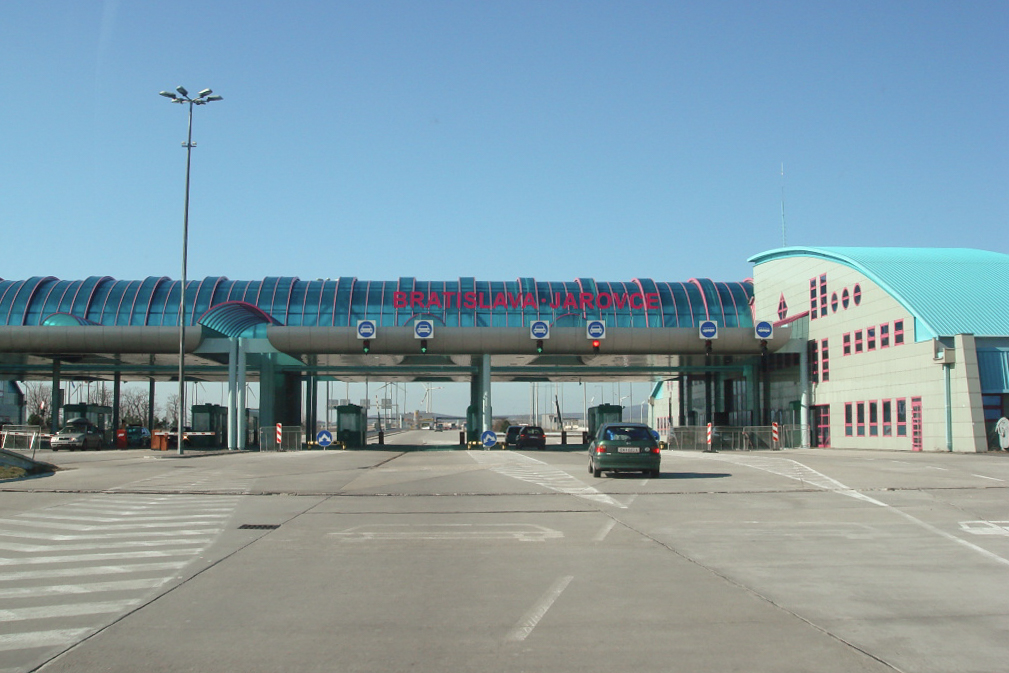
Az egykori határátkelő

A falu a trianoni diktátum után is Magyarország része maradt. A csehszlovák állam a második világháború után stratégiai okokra hivatkozva kérte az ún. Pozsonyi hídfő településeinek Csehszlovákiához csatolását. Arra hivatkoztak, hogy a magyar felségterület túlságosan megközelíti Pozsony városát. A település végül a párizsi békeszerződés értelmében 1947. október 15-én került az akkori Csehszlovákiához, addig Moson vármegye Rajkai járásához tartozott.
A csehszlovák államban először Oroszvár helyi igazgatása alá került, majd 1950-ben a Pozsony-vidéki járás része lett. 1972. január 1-jén hivatalosan is Pozsony városához csatolták és ma közigazgatásilag a Pozsonyi V. járáshoz tartozik.

## Népessége
1910-ben 647, többségben horvát lakosa volt, jelentős német kisebbséggel.
2001-ben 1199-en lakták: 765 szlovák, 244 horvát, 160 magyar, 9 cseh és 6 német.
2011-ben 1438 lakosából 1044 szlovák, 122 magyar, 220 horvát.

## Nevezetességei
- Szent Miklós püspök tiszteletére szentelt, római katolikus templomát 1763 és 1765 között gróf Eszterházy Miklós építtette. A templom először torony nélküli volt, azt csak 1884-ben építették hozzá. 1945. április 3-án a kivonuló német csapatok a levegőbe repítették és csak 1970-re történt meg a teljes helyreállítása.

## Kultúra
A szlovákiai horvát falvak egyike. 2001-ben 244 horvát lakta, 10 évvel később már csak 220.

## Híres emberek
- Itt született 1940. január 28-án František Schmucker olimpiai ezüstérmes csehszlovák válogatott labdarúgó, kapus